# Samodzielny Oddział Zwiadowczy WOP Białystok
Samodzielny Oddział Zwiadowczy WOP Białystok – jeden z oddziałów w strukturze organizacyjnej Wojsk Ochrony Pogranicza.

## Formowanie i zmiany organizacyjne
W 1956 roku na bazie 22 Brygady WOP sformowano Grupę Manewrową i Samodzielny Oddział Zwiadowczy WOP, a nadwyżki (213 żołnierzy pod dowództwem mjr. Wacława Palermana) odkomenderowano do dyspozycji Wojskowego Korpusu Górniczego w Katowicach.
Oddział podlegał Zarządowi II Zwiadowczemu WOP.
Z dniem 1 maja 1957 roku, na bazie Grupy Manewrowej i Samodzielnego Oddziału Zwiadowczego WOP przystąpiono do organizacji 22 Oddziału WOP. Stare struktury rozformowano.

## Struktura organizacyjna
- szef oddziału (pełnomocnik graniczny)
- zastępca szefa oddziału i sekretarz pełnomocnika granicznego
- oficerowie zwiadu - 5
- oficer śledczy.
- kancelaria oddziału
- placówka WOP Rutka-Tartak
- placówka WOP Hołny Wolmera
- placówka WOP Kuźnica
- placówka WOP Jaryłówka
- placówka WOP Białowieża
- placówka WOP Czeremcha
- graniczne placówki kontrolne (GPK): Kuźnica (kolejowa), Krynki (kolejowa) i Czeremcha (kolejowa)